# Horizocerus
Horizocerus és un gènere d'ocells de la família dels buceròtids (Bucerotidae). Aquests calaus habiten la selva humida d'africana.

## Taxonomia
Les seues espècies eren ubicades en el passat a diferents gèneres (Tropicranus, Tockus, Berenicornis) fins que les dues espècies es van assignar a Horizocerus, arran els treballs de González et al. 2013:
- calau crestablanc (Horizocerus albocristatus).
- calau nan (Horizocerus hartlaubi).

Modernament, en algunes classificacions, s'han separat cada una de les dues espècies en dues, quedant dividit el gènere en quatre espècies:
- calau crestablanc occidental (Horizocerus albocristatus).
- calau crestablanc oriental (Horizocerus cassini).
- calau nan oriental (Horizocerus granti).
- calau nan occidental (Horizocerus hartlaubi).